# Akodon serrensis
Akodon serrensis је врста глодара из породице хрчкова (лат. Cricetidae). 

## Распрострањење
Врста има станиште у Бразилу.

## Станиште
Станиште врсте су шуме. 

## Угроженост
Ова врста је наведена као последња брига, јер има широко распрострањење и честа је врста.